# 堂前町 (岡崎市)
堂前町（どうまえちょう）は愛知県岡崎市岩津地区の町名。現行行政地名は堂前町1丁目及び堂前町2丁目。

## 地理
岡崎市の北部に位置する。

### 河川
- 前田川

## 世帯数と人口
2019年（令和元年）5月1日現在の世帯数と人口は以下の通りである。
| 町丁   | 世帯数  | 人口  |
| ------ | ------- | ----- |
| 堂前町 | 371世帯 | 875人 |

### 人口の変遷
国勢調査による人口の推移
| 1995年（平成7年）  | 704人 | [ 6 ]  |  |
| 2000年（平成12年） | 731人 | [ 7 ]  |  |
| 2005年（平成17年） | 800人 | [ 8 ]  |  |
| 2010年（平成22年） | 789人 | [ 9 ]  |  |
| 2015年（平成27年） | 817人 | [ 10 ] |  |

## 小・中学校の学区
市立小・中学校に通う場合、学区は以下の通りとなる。
| 番・番地等 | 小学校               | 中学校             |
| ---------- | -------------------- | ------------------ |
| 全域       | 岡崎市立大樹寺小学校 | 岡崎市立岩津中学校 |

## 歴史
額田郡百々村、鴨田村、瀧村のそれぞれ一部を前身とする。

### 沿革
- 1978年（昭和53年）8月10日 - 東阿知和土地区画整理組合の事業により、東阿知和町、百々町、鴨田町の一部が独立し、堂前町となった[1]。

## 施設
- 春日公民館
- 春日公園
- 津嶋神社
- 津嶋公園
- ローソン岡崎堂前店
- V+drug岡崎堂前店

## 交通
- 春日通り（都市計画道路井田町線[12]）
- 真福寺道

## その他

### 日本郵便
- 郵便番号 : 444-2114[4]（集配局：岩津郵便局[13]）。

## 参考資料
- 「角川日本地名大辞典」編纂委員会 編『角川日本地名大辞典 23 愛知県』角川書店、1989年3月8日。ISBN 4-04-001230-5。
- 有限会社平凡社地方資料センター 編『日本歴史地名体系第23巻 愛知県の地名』平凡社、1981年。ISBN 4-582-49023-9。